# Пигмалион (царь Китиона)
 Пигмалион — правитель кипрского города Китиона в IV веке до н. э.

## Биография
Пигмалион был финикийским правителем Китиона. По свидетельству Дурида Самосского — в передаче Афинея, за пятьдесят талантов Пигмалион приобрел город Тамасс у его последнего царя Пасикипра, известного своим расточительством. Сам Пасикипр с вырученными деньгами отправился жить в Аматус.
После битвы при Иссе, произошедшей в 333 году до н. э., многие кипрские правители, бывшие ранее вассалами империи Ахеменидов, впечатлённые успехами победоносной армии, перешли на сторону македонского царя. Александр, по свидетельству Арриана, «отпустил им всем прошлое, потому что они соединили свой флот с персидским больше по необходимости, чем по собственному решению», и островные царства не были упразднены. В 332 году до н. э., после начала осады Тира, к македонянам на помощь прибыли сто двадцать кипрских кораблей. После захвата Тира царь Саламина Пнитагор получил в награду Тамасс.
В период борьбы Птолемея с Антигоном Пигмалион выступил на стороне последнего вместе с Андроклом из Аматуса, Стасиойком из Мариона, Праксиппом из Лапитоса и правителем Кирении. Так как Кипр имел первостепенное значение для Птолемея в качестве базы для осуществления операций в Эгеиде и районе Восточного Средиземноморья, то Птолемей направил против противостоящих ему островных царей большой флот и наёмников. После упорного сопротивления Пигмалион был вынужден признать власть египетского правителя. Однако во время восстания против Птолемея в Киренаике в 313 году до н. э. Пигмалион и некоторые другие властители Кипра начали переговоры с Антигоном. После этого Китий был захвачен египетским войском, а Пигмалион был казнён.